# استولند آنگوس
استولند آنگوس (انگلیسی: Stevland Angus؛ زادهٔ ۱۶ سپتامبر ۱۹۸۰) بازیکن فوتبال اهل بریتانیا است.
از باشگاه‌هایی که در آن بازی کرده‌است می‌توان به باشگاه فوتبال کمبریج یونایتد، باشگاه فوتبال هال سیتی، باشگاه فوتبال کونکورد رانجرز، باشگاه فوتبال تورکی یونایتد، باشگاه فوتبال اسکانتورپ یونایتد، باشگاه فوتبال ای‌اف‌سی بورنموث، باشگاه فوتبال براینتری تاون، باشگاه فوتبال بیشاپس استورتفورد، باشگاه فوتبال وستهام یونایتد، باشگاه فوتبال بارنت، و باشگاه فوتبال گرایس اتلتیک اشاره کرد.